# Luca Savazzi
Luca Savazzi (Amsterdam, 23 april 1976) is een Nederlands-Italiaanse acteur, presentator en zanger.

## Levensloop
In 2011 verscheen hij voor het eerst op televisie, bij de auditieronde voor The voice of Holland. Hij bracht een eigen versie van George Michael's hit "Faith" en belandde in het team van Marco Borsato. In de battle-ronde werd hij, ondanks dat hij zijn battle won, door coach Marco Borsato in de sing-off naar huis gestuurd.
Sinds 2013 speelt Savazzi (kleine) rollen in verscheidene televisieseries. Van 1 september 2014 tot en met 8 juli 2021 speelde Savazzi de terugkerende rol van Leon Rinaldi in de RTL 4-soap Goede tijden, slechte tijden. Zijn personage werd de handlanger en werknemer van zakenman Ludo Sanders.
In 2024 deed Savazzi mee aan het televisieprogramma De Alleskunner VIPS waarin hij op de vijfde plaats eindigde.

## Filmografie

### Televisie
- 2011 - The voice of Holland (RTL 4) - kandidaat (tijdens The Blind Auditions en The Battles)
- 2013 - Overspel in de liefde (Net5) - Richard
- 2013 - Achter Gesloten Deuren (Net5) - Arjen / Robbert
- 2014–2021 Goede tijden, slechte tijden (RTL 4) - Leon Rinaldi (terugkerende gastrol)
- 2015 - Familie Kruys (RTL 4) - minnaar
- 2015 - Danni Lowinski (SBS6) - Ron
- 2015 - Dagboek van een callgirl (Net5) - Alejandro
- 2015 - Bagels & Bubbels (Net5) - Emilio Escola
- 2016 - Bitterzoet (Net5) - Italiaanse voorbijganger
- 2017 - Circus Noël (NPO Zapp) - directeur Magnifico

### Film
- 2013 - Smoorverliefd - kussende man
- 2014 - Gooische Vrouwen 2 - naaktmodel